# Foce (Korsika)
Foce (korsisch Foci) ist eine französische Gemeinde mit 152 Einwohnern (Stand: 1. Januar 2022) auf der Mittelmeerinsel Korsika. Sie gehört zum Département Corse-du-Sud, zum Arrondissement Sartène und zum Kanton Sartenais-Valinco. 

## Geografie und Infrastruktur
Nachbargemeinden sind Sainte-Lucie-de-Tallano im Norden, Levie im Osten, Sartène im Süden, Granace im Westen und Olmiccia im Nordwesten. Die Gemeindegemarkung ist fast ausschließlich bewaldet und besteht aus den Streusiedlungen Foce und Bilzese. Auf Korsisch heißen sie Foci und Bilzesi. Die Départementsstraße D65 verbindet Foce auf 622 Metern über dem Meeresspiegel mit Sartène. Der Stausee Barrage de l'Ortolo liegt in den Gemarkungen von Foce, Sartène und Levie.

## Bevölkerungsentwicklung
| Jahr      | 1962 | 1968 | 1975 | 1982 | 1990 | 1999 | 2008 | 2012 | 2020 |
| --------- | ---- | ---- | ---- | ---- | ---- | ---- | ---- | ---- | ---- |
| Einwohner | 74   | 51   | 60   | 82   | 94   | 110  | 135  | 144  | 151  |

## Sehenswürdigkeiten
- Monument von Foce, seit 2021 als Monument historique klassifiziert.
- Festung Casteddu di Baricci, 1380 errichtet, seit 2021 als Monument historique klassifiziert

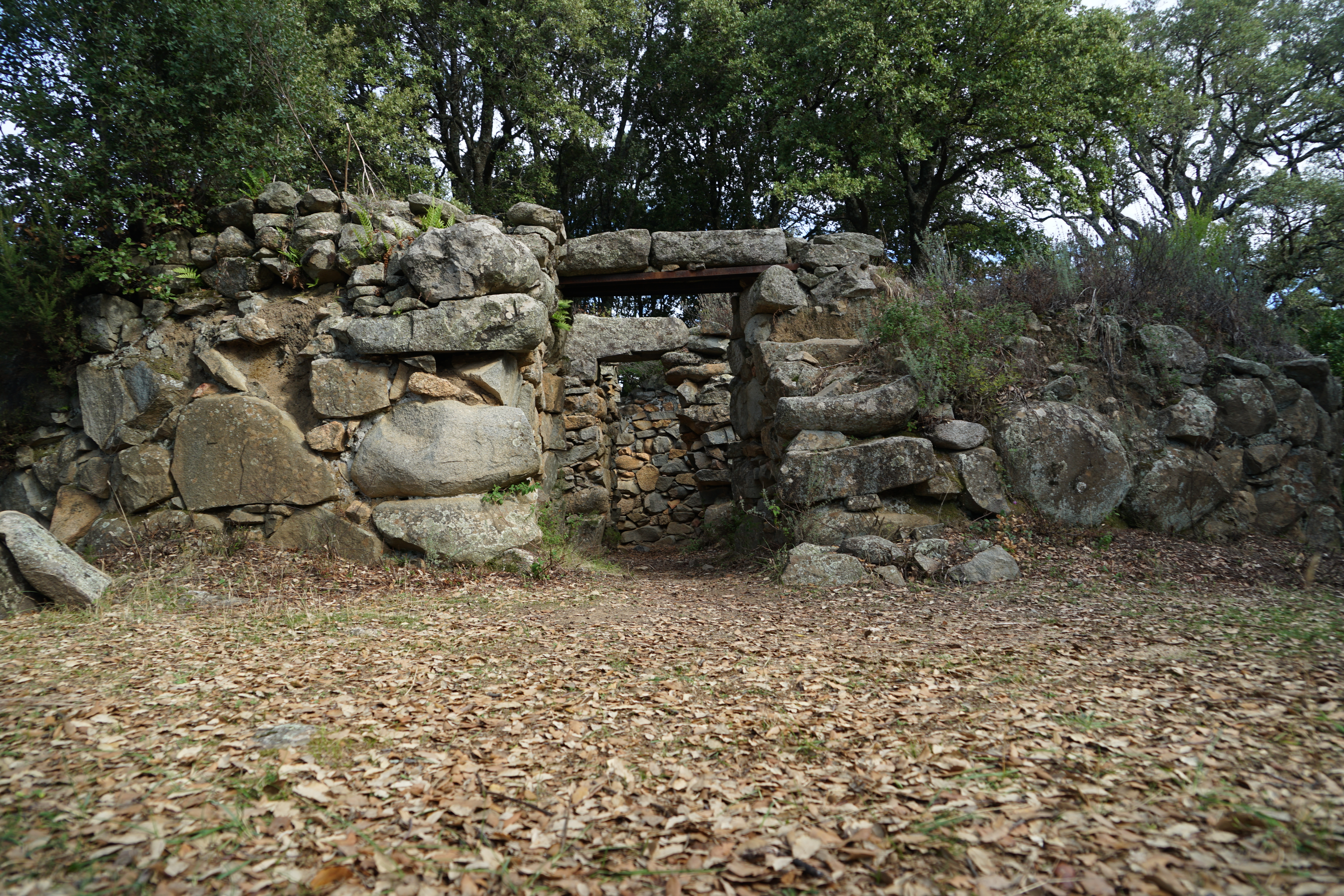
Monument Toreen de Foce, Eingang äußerer Ring
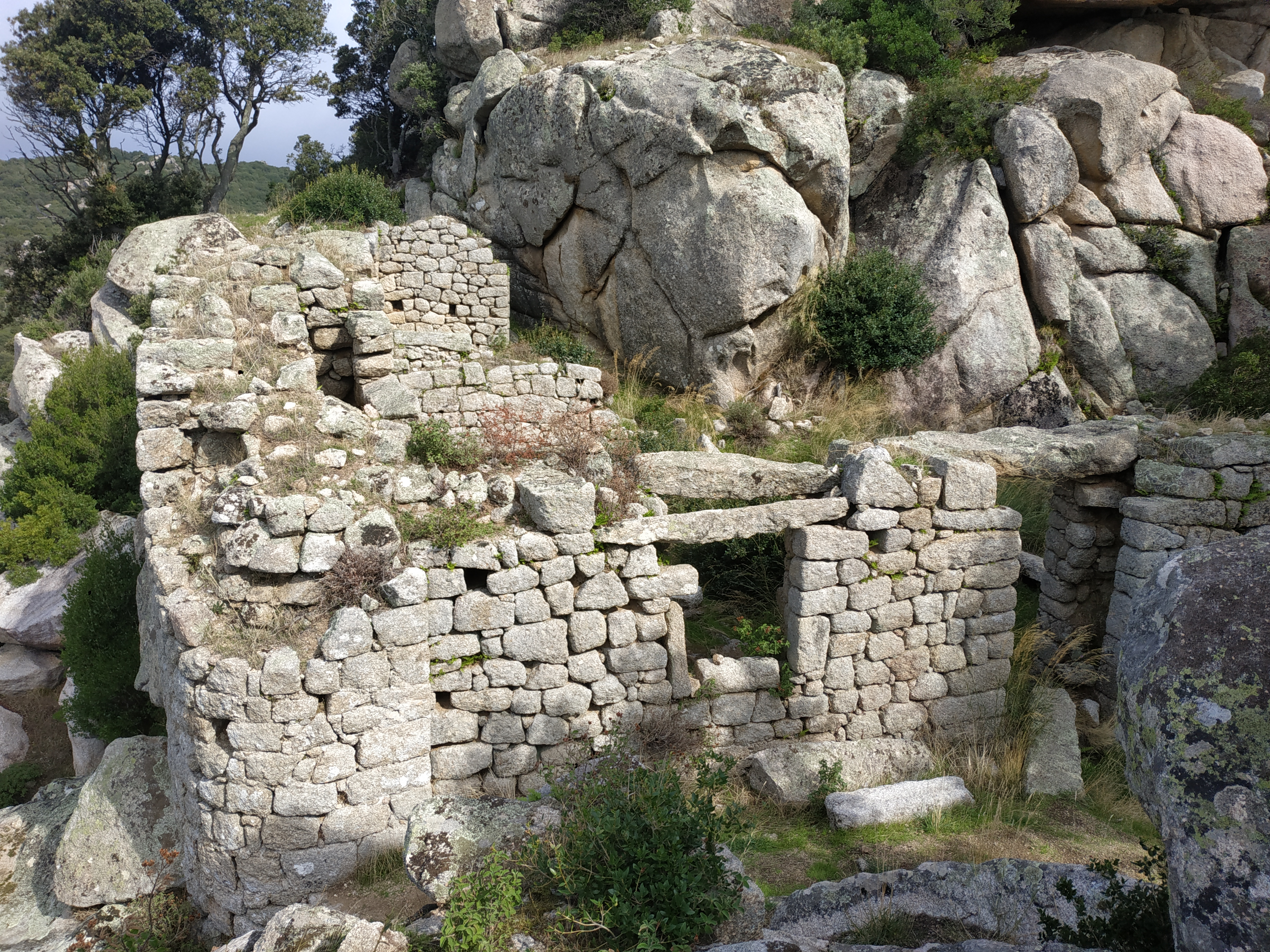
Casteddu di Baricci